# Hoofdredactie
Een hoofdredactie van een medium (communicatiemiddels zoals een krant, tijdschrift, website, boek, persbureau, podcast, radio- of televisieprogramma) bestaat uit een of meer redacteuren die de inhoudelijke leiding heeft of hebben over dat medium. De hoofdredactie coördineert de redactie en zet het redactiebeleid uit. In Nederland bestaat er een Nederlands Genootschap van Hoofdredacteuren. De hoofdredacteur vertegenwoordigt ook  het medium naar de buitenwereld en draagt journalistieke en juridische verantwoordelijk voor de inhoud van het medium. Vaak regelt een redactiestatuut de bevoegdheden van de hoofdredactie. Hoofdredacteuren van sommige media worden bij verkiezing door redactieleden aangesteld. In meeste gevallen stelt de uitgever of de directie van het bedrijf in kwestie de hoofdredacteur aan. 
In hoeverre de hoofdredactie rechtstreeks redacteuren (journalisten, schrijvers, filmmakers, enzovoort) aanstuurt, verschilt per onderneming. Zo staat een hoofdredacteur bij een tijdschrift doorgaans rechtstreeks in contact met schrijvers of redacteuren. Bij een grotere organisatie (zoals een krant) heeft de hoofdredactie voornamelijk contact met de afdelingshoofden ('chefs') van onder meer de verschillende redacties.

## Hoofdredacteuren in Vlaanderen
- Het Belang van Limburg - Ivo Vandekerckhove en Indra Dewitte
- Gazet van Antwerpen - Kris Vanmarsenille en Rudy Collier
- Kerk & Leven - Luk Vanmaercke
- Knack - Bert Bultinck
- Het Laatste Nieuws - Margot Moeseke en Wim Verhoeven
- De Morgen - Lisbeth Imbo en An Goovaerts
- Het Nieuwsblad - Pascal Weiss en Liesbeth Van Impe
- De Standaard - Bart Sturtewagen en Karel Verhoeven
- De Tijd - Isabel Albers en Peter De Groote

## Hoofdredacteuren in Nederland
- Algemeen Dagblad - Rennie Rijpma
- Elsevier - Arendo Joustra
- De Groene Amsterdammer - Xandra Schutte
- Het Financieele Dagblad - Perry Feenstra
- HP/De Tijd - Tom Kellerhuis
- Katholiek Nieuwsblad - Anton de Wit
- NRC - Patricia Veldhuis
- Het Parool - Jildou van der Bijl en Michiel Couzy
- De Telegraaf - Paul Jansen
- Trouw - Cees van der Laan
- de Volkskrant - Pieter Klok
- Vrij Nederland - Ward Wijndelts